# Черкаський консервний комбінат
Черкаський консервний комбінат — промислове підприємство у місті Черкаси.

## Історія

### 1932—1991
Будівництво підприємства почалося в 1932 році згідно з першим п'ятирічним планом розвитку народного господарства СРСР, в 1936 році Черкаський консервний завод був введений в експлуатацію.
У 1940 році виробничі потужності заводу становили 21 млн умовних банок консервів на рік.
В ході бойових дій Німецько-радянської війни та у період німецької окупації (22 серпня 1941 — 14 грудня 1943) підприємство постраждало, але після закінчення боїв у місті та розмінування місцевості почалося відновлення заводу.
У 1956 році у результаті об'єднання Черкаського консервного заводу і двох овоче-садівничих радгоспів було створено Черкаський консервний комбінат. До початку 1957 року підприємство входило у число провідних підприємств міста Черкаси та випускало фруктові, овочеві та м'ясні консерви.
У 1981 році комбінат був включений до складу Черкаського агропромислового виробничого об'єднання по плодоовочевій продукції «Черкассыплодоовощхоз».
У 1982 році на комбінаті було введено в експлуатацію цех по виробництву консервів для дитячого харчування і виробнича лінія по заморожуванню свіжої овочевої продукції.
У 1985 році на підприємстві діяли 3 технологічних цехи по виробництву консервів, 10 допоміжних цехів, радгосп і 4 пункти з прийому, зберігання й подачі на переробку сільгоспсировини; підприємство випускало 55 найменувань продукції (в основному — овочеві, томатні, фруктові, м'ясні та м'ясорослинні консерви), виробничі потужності комбінату становили 142,1 млн умовних банок консервів на рік.

### Після 1991
Після проголошення незалежності України комбінат був переданий у відання міністерства сільського господарства України та віднесений до категорії підприємств групи «В».
У 2005 році підприємство було визнано банкрутом і з 2006 року припинило виробничу діяльність, проте продовжувало існувати за рахунок надання власних приміщень в оренду приватним підприємствам. У 2009 році підприємство завершило з прибутком 24 тисячі гривень та у квітні 2010 року Фонд державного майна України оголосив про підготовку до продажу комбінату.
12 травня 2015 року Кабінет міністрів України включив комбінат у перелік підприємств, що підлягають приватизації у 2015—2016 роках.
13 жовтня 2015 року міністр аграрної політики та продовольства України О. М. Павленко звільнив директора комбінату А. М. Божко за саботаж підготовки підприємства до приватизації.